# Ipomoea diamantinensis
Ipomoea diamantinensis är en vindeväxtart som beskrevs av John McConnell Black och Constance Margaret Eardley. Ipomoea diamantinensis ingår i släktet praktvindor, och familjen vindeväxter. Inga underarter finns listade i Catalogue of Life.